# Marie France (chanteuse)
Pour les articles homonymes, voir Marie-France et Garcia.
Marie-France Garcia dite Marie France est une chanteuse et une actrice française née le 9 février 1946 à Oran (Algérie).

## Biographie

### Carrière
Marie France est engagée en 1969 au cabaret l'Alcazar dans le Quartier latin, où sa personnification de Marilyn Monroe est saluée. Elle reste une des vedettes de cet établissement de music-hall jusqu'en 1987, où elle devient Première meneuse de revue.
Après avoir fait les beaux jours de la Coupole avec Bulle Ogier et Bernadette Lafont, du Bus Palladium et de chez Régine, Marie France se produit au Sept et chez Serge Kruger avant de devenir une des égéries du Palace. Elle est alors une des figures incontournables de l'underground parisien. C'est à cette période que Salvador Dalí la dessine et qu'Aristote Onassis tente de la séduire,. 
C'est comme chanteuse qu'elle apparaît dans Barocco d'André Téchiné en 1976, où elle crée la chanson On se voit se voir, écrite à son attention par le réalisateur, sur une musique de Philippe Sarde. Celle-ci sera récompensée en 1977 du César de la meilleure musique originale par l’Académie des arts et techniques du cinéma. 
En 1979, elle poursuit sa carrière d'actrice au théâtre, dans Le Navire Night de Marguerite Duras, après avoir fait ses débuts dans la pièce Maggy Moon d'après Arthur Miller.
Avec 39 de fièvre en 1981, à travers plusieurs reprises de titres yéyés des années 1960, et des originaux écrits par Jean-William Thoury et composés par Dynamite ou Vincent Palmer, elle impose le style du groupe de rock Bijou. 
Elle réapparaît dans le cinéma de Téchiné, avec le film Les Innocents en 1987. 
Elle enregistre en 1993 une reprise d'À quoi ça sert l'amour ? d'Édith Piaf, en duo avec Marc Almond, qui lui donne la chanson Shéhérazade pour son album Marie France. Daniel Darc et Mirwais collaborent aussi à cet album homonyme de 1997, dans lequel elle signe quatre textes.  
Dave l'invite sur son album Doux tam tam en 2004, pour chanter en duo La Belle Endormie. Frédéric Botton lui écrit plusieurs chansons en 2005. 
Fin 2006, Léonard Lasry l'invite à chanter un duo « hommage » intitulé Du désir au bout des doigts. La chanson figure sur le premier album de Léonard Lasry, Des illusions. Marie France enregistre également le duo Jamais je ne t'ai dit avec Helena Noguerra, sur l'album de celle-ci intitulé Fraise Vanille (octobre 2007). 
En 2008, elle enregistre Phantom feat Marie France, un album rock-garage entièrement écrit par Jacques Duvall, et composé par Miam Monster Miam, sur le label belge Freaksville record. Elle participe également à une scène du court-métrage Je vous hais petites filles du jeune cinéaste Yann Gonzalez, aux côtés d'Eva Ionesco, où elles interprètent leur propre rôle et où est célébré leur statut d'égéries parisiennes.
En 2009, elle rend un hommage à Brigitte Bardot, la chanteuse, avec un spectacle très personnel autour de son album de reprises Marie France visite BB. La Madrague, le premier extrait, sort le 28 septembre, jour des 75 ans de Bardot. « Marie France, l'autre moi-même » écrira BB. 
Du 7 au 16 octobre 2011, elle est membre du jury du Festival international de films LGBT de Paris Chéries-Chéris, et on la voit jouer dans la bande-annonce vidéo officielle.
En 2011, elle enregistre avec les Fantômes Kiss, un album rock écrit par Jacques Duvall et composé par les Fantômes, sur le label belge Freaksville Record. Elle y interprète notamment, en duo avec son amie Chrissie Hynde (The Pretenders), Un garçon qui pleure.
Selon Marguerite Duras, « c'est impossible de ne pas être troublé par elle. Tout le monde. Les femmes comme les hommes »,.
Vivant désormais à Sète, Marie France tourne en 2016 sous la direction de Jérôme Reybaud dans le film Jours de France, lequel sera présenté à la semaine de la critique à la Mostra de Venise 2016. 
En 2019, elle enregistre l'album Tendre Assassine sous la direction de Léonard Lasry qui en assure les compositions et réalisation sur des textes signés Élisa Point.
En 2023, elle enregistre son dixième album La nuit qui vient sera belle sous la direction de Léonard Lasry qui en assure les compositions et réalisation sur des textes signés Jacques Duvall.

### Vie privée et engagements
Elle milite au Front homosexuel d'action révolutionnaire auprès de Guy Hocquenghem. À ce titre, elle est interviewée en 1973 dans la revue Recherches. Elle fait partie du groupuscule des Gazolines avec Hélène Hazera. Toutes deux jouent dans Les Intrigues de Sylvia Couski d'Adolfo Arrieta (1974). 
Le groupe Bijou lui rend hommage en intitulant une de ses chansons Marie-France en 1976.
Marie France est une femme trans. Elle déteste le mot « transsexuel », peut-être du fait que certains animateurs de télévision l'interrogent systématiquement sur ce point : « Quand on est passé de l'autre côté, pourquoi est-ce qu'on garde cette appellation ? », regrette-t-elle.

### Distinction
- 2011 : Chevalier dans l'ordre des Arts et des Lettres[10].

## Théâtre
- 1975 : Maggy Moon d'après Après la chute d'Arthur Miller sur une idée de Frédéric Mitterrand, mise en scène Jean-Louis Jorge, Cinéma Olympic
- 1976 : La Barre de Geneviève Hervé, mise en scène Marc'O
- 1979 : Navire Night de Marguerite Duras, mise en scène Claude Régy, théâtre Édouard-VII
- 2002 : Détails sur la marche arrière de Sophie Perez, théâtre national de Chaillot
- 2005 : Le Paris secret de Marie France de Frédéric Botton, mise en scène Philippe Decouflé, Théâtre national de Chaillot
- 2013 : Mugler Follies de Michel Lumbroso

## Filmographie
- 1969 : Les Chemins de Katmandou d'André Cayatte
- 1973 : J'irai comme un cheval fou de Fernando Arrabal : Bijou-Love
- 1974 : Le Sujet ou le secrétaire aux mille et un tiroirs de Joaquin Lledo : Marie-France
- 1974 : Les Noms du Père de Geneviève Hervé (court-métrage)
- 1975 : Les Intrigues de Sylvia Couski d'Adolfo Arrieta : Carmen
- 1975 : Spermula de Charles Matton : Rita
- 1975 : Le Jardin des Hespérides de Jacques Robiolles
- 1975 : Paradis perdu de Françoise Prenant (court-métrage)
- 1976 : Barocco d'André Téchiné : la chanteuse
- 1980 : Médecins de nuit, épisode Disco de Nicolas Ribowski : la transsexuelle qui pense avoir un cancer du sein
- 1985 : Billy ze Kick de Gérard Mordillat : Miss Peggy
- 1985 : La Ronde de l'amour de Gérard Kikoïne : Suzy
- 1987 : Cinématon (#949) de Gérard Courant (court-métrage) : elle-même
- 1987 : Les Innocents d'André Téchiné : la chanteuse
- 1987 : Les Keufs de Josiane Balasko : la fille blonde chez Mme Lou
- 1991 : La Gamine d'Hervé Palud : Marilyn
- 1994 : Une expérience d'hypnose télévisuelle de Gaspar Noé (court-métrage)
- 1996 : Regards d'enfance, épisode L'Enfant sage de Fabrice Cazeneuve (série télévisée) : la réceptionniste
- 1998 : Belle Maman de Gabriel Aghion : Marie-Claude, dite « la Pute »
- 2002 : Le Défi de Blanca Li : la cliente bourgeoise
- 2003 : Alain Pacadis, un héros « in » de Grégory Hervelin et Vladimir Tybin (moyen métrage documentaire) : elle-même
- 2003 : Le Fantôme d'Henri Langlois de Jacques Richard (documentaire) : elle-même
- 2008 : Je vous hais petites filles de Yann Gonzalez (court métrage) :
- 2010 : L'Orpheline avec en plus un bras en moins de Jacques Richard : l'infirmière, assistante de Yujiro
- 2011 : Chéries-Chéris de Antony Hickling (court métrage) : elle-même avec Christine Mingo
- 2012 : Le Prolongement de moi de Steve Catieau (moyen-métrage) : Gema
- 2016 : Jours de France de Jérôme Reybaud : Marie Pilâtre de Rozier
- 2016 : Oublie pas la nuit de Rodrigue Fondeviolle : la femme égarée / la femme du rêve
- 2020 : Hunter Nights de Pierre Pascual :

## Discographie

### 45 tours
- Daisy / Déréglée (1977) - Romantik
- Los Angeles / Marie-Françoise se suicide (1978) - Philips
- Chez moi à Paris / Comme les autres (1981) - Philips
- Je ne me quitterai jamais / Corps diplomatique (1982) - RCA
- Champs-Élysées / Est-ce que vous avez du feu ? (1983) - RCA
- Le P’tit Bordel / La Ligne de chance (1997) - Last Call
- Je vous veux / Marie-Antoinette is not dead ou dans quelle position je vous laisse (25 novembre 2008) - Rotorelief
- La Madrague (2009) - JPB Production
- Le Détecteur de mensonges (2011) - Freaksville Records
- Jackie Shane  (2023)- 29 Music
- L'Amour est innocent (2023) - 29 Music

### Albums
- 39 de fièvre (1981) - RCA
- Marie et Marc (1996) - Freedom 001 (mini-album collector limité)
- Marie France (1997) - Last Call
- Raretés (2006) - Edina
- Phantom featuring Marie France (2008) - Freaksville Records
- Marie France visite Bardot (2009) - JPB Production
- Kiss (2012) - Freaksville Records
- Marie France chante Jacques Duvall (2016) - Freaksville Records
- Tendre Assassine (2019) - 29 Music
- La Nuit qui vient sera si belle (2023) - 29 Music

## Publication
- Elle était une fois, coll. X-trême, Denoël, 2003  (ISBN 2207253570)

## Hommage
- En 2017, elle est évoquée dans l'exposition « L'Esprit français : Contre-cultures (1969-1989) » à La Maison rouge.

## Distinctions
- Chevalier de l'ordre des Arts et des Lettres